# Oh Well
Oh Well är en rocklåt av musikgruppen Fleetwood Mac som utgavs som singel 1969 på skivbolaget Reprise Records. Den komponerades av gruppens dåvarande sångare och gitarrist Peter Green. Ungefär samtidigt som singeln gavs även studioalbumet Then Play On ut. Låten kom senare att ingå på detta album, men de allra första utgåvorna saknar låten. Oh Well blev en hitsingel i flera länder, och innebar också gruppens första listplacering på Billboard Hot 100 i USA.
Låten är uppdelad i "Part 1" och "Part 2". "Part 1" består i snabb bluesrock/hårdrock, medan "Part 2" är helt annorlunda, närmast i spansk klassisk gitarrstil. Låten var en av få från gruppens tidiga år som de fortsatte spela långt in på 1970-talet efter att Green lämnat gruppen 1971.

## Listplaceringar
| Lista (1969-1970) | Position               |
| ----------------- | ---------------------- |
| Australien        | 17                     |
| Danmark           | 6 (DR "Top 10")        |
| Finland           | 12                     |
| Flandern          | 5                      |
| Frankrike         | 8                      |
| Irland            | 5                      |
| Kanada            | 54 (RPM)               |
| Nederländerna     | 1                      |
| Norge             | 3 (VG-lista)           |
| Nya Zeeland       | 5 (NZ Listner)         |
| Schweiz           | 6                      |
| Storbritannien    | 2                      |
| Sverige           | 8 (Kvällstoppen)       |
| Sverige           | 4 (Tio i topp)         |
| USA               | 55 (Billboard Hot 100) |
| Vallonien         | 3                      |
| Västtyskland      | 5                      |
| Österrike         | 6                      |